# Alpaida tabula
Alpaida tabula är en spindelart som först beskrevs av Simon 1895.  Alpaida tabula ingår i släktet Alpaida och familjen hjulspindlar. Inga underarter finns listade i Catalogue of Life.